# Tatyana Djandjgava
Tatyana Valilyevna Djandjgava (Shalimova) (em russo:  Татьяна Васильевна Джанджгава (Шалимова); Atbasar, 25 de fevereiro de 1964) é uma ex-handebolista russa, medalhista olímpico.
Natalya Anisimova fez parte dos elencos medalha de bronze, de Seul 1988 e Barcelona 1992. Atundo com goleira, nas Olimpíadas de 2000 jogou pela Áustria, ficando em quinto lugar.